# Petrovo Selo (Gradiška)
Petrovo Selo (szerbül: Петрово Село), falu Gradiška községben, Bosznia-Hercegovinában, Bosanska krajina területén, a Szerb Köztársaságban. 

## Fekvése
Bosznia-Hercegovina északi részén, Banja Lukától légvonalban 30, közúton 37 km-re északkeletre, községközpontjától légvonalban 15, közúton 19 km-re délkeletre, 98-100 méteres magasságban, a Lijevce polje síkságának délkeleti részén fekszik. 

## Népessége
| Nemzetiségi csoport | Népesség 1991 | Népesség 2013 |
| ------------------- | ------------- | ------------- |
| Szerb               | 348           | 330           |
| Bosnyák             | 0             | 0             |
| Horvát              | 1             | 3             |
| Jugoszláv           | 3             | 0             |
| Egyéb               | 7             | 1             |
| Összesen            | 358           | 331           |

## Története
A Nagoni nevű határrészén található kora középkori sáncok és a közelében található temető maradványainak tanúsága szerint területe már a kora középkorban lakott volt. A kora középkori települést kör alaprajzú földvár védte.
A település, mely ekkor még Karajzovci területének része volt, 1878-ig tartozott az Oszmán Birodalomhoz, ekkor a berlini kongresszus határozata alapján az Osztrák-Magyar Monarchia része lett. A monarchia szétesésével 1918-ban előbb a Szerb-Horvát-Szlovén Királyság, majd 1929-től a Jugoszláv Királyság része. Ebben az időszakban Nova Topola község része volt. Jugoszlávia megszállása után a Független Horvát Állam (NDH) része lett. A második világháborúban a településnek 34 halálos áldozata volt, szerbek és muszlimok. 1945-től a szocialista Jugoszlávia része volt. A daytoni békeszerződést követő területfelosztásnál Bosanska Gradiška község részeként a Szerb Köztársaság területéhez került.

## Nevezetességei
- Nagoni – kora középkori vár és temető maradványai. Kör alaprajzú, 30 méteres átmérőjű földvár védősáncokkal. A közelében ásatás során, 50 cm-es mélységből 6 db csontvázas sír került elő. A leletek kerámia töredékekből álltak. Korukat a kora középkorra tették.[4]